# 태정

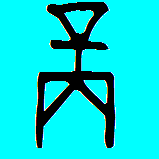

태정(太丁)은 상나라의 2대 군주로, 탕의 첫째 아들이다. 그러나 그가 정말로 아버지인 탕의 뒤를 이어 제위에 올랐는지에 대해서는 논란이 많다.
사마천의 사기에 의하면 태정은 탕의 뒤를 잇지 못하고 일찍 죽었다. 그에게는 태정이라는 시호가 주어졌고 동생인 외병과 아들인 태갑이 왕위를 계승했다.
은허에서 발굴된 갑골문에는 그가 상나라의 2대 군주였으며 대정(大丁)이라는 시호가 주어졌고 그의 아들인 대갑(태갑)과 복병(외병)이 뒤를 이었다고 기록되어 있다.